# Walter Zumblick
Walter Carlos Zumblick (Tubarão, 17 de abril de 1908 – Tubarão, 15 de dezembro de 1989) foi um escritor e cronista brasileiro.
Filho de Roberto Zumblick (Alemanha, 4 de abril de 1879 — Tubarão, 28 de outubro de 1943) e de Ida Furghesti (Azambuja, município de Pedras Grandes, 7 de junho de 1883 — Tubarão, 4 de agosto de 1959), descendente de italianos. Irmão do pintor Willy Zumblick. Casou com Siria Souza Pinto em 1933.
A praça central de Tubarão é denominada em sua homenagem. Nesta praça localiza-se o Museu Willy Zumblick, com obras significativas de seu irmão.
Seu nome é lembrado na denominação do Museu Universitário Walter Zumblick, patrimônio da Unisul.

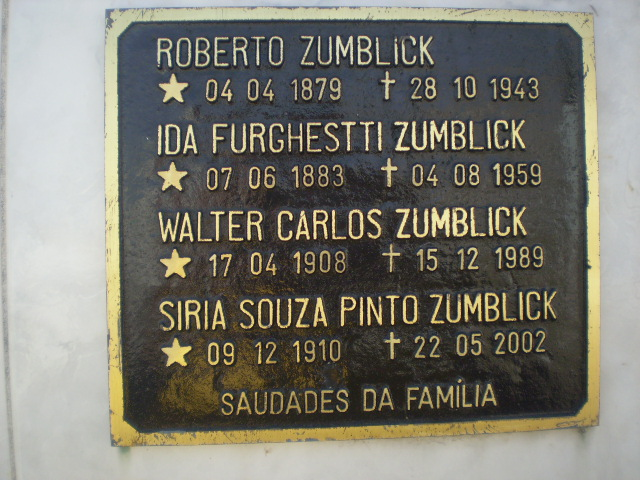
Placa identificatória na sepultura da família Zumblick, Cemitério Municipal de Tubarão (em fevereiro de 2018 não foi localizada!)

Sepultado no Cemitério Municipal de Tubarão.

## Prefácios do autor

### Este meu Tubarão, Volume  1
O prefácio de sua obra "Este meu Tubarão", volume 1, ilustra seu estilo de escrita, com o título Página que jamais pensei escrever!:
Há uma despretensiosa história, de colorido mais que íntimo que, inesperadamente, aflorou à garupa deste trabalho.

Por algumas vezes, vi desmoronar as tentativas de imprimir estes subsídios para a história tubaronense, isso desde o ano de 1970.
E, foram tranqueiras de feição monetária e foram obstáculos, até, de dificuldade em adquirir o papel necessário.
Consegui, mesmo assim, meter no prelo os originais dos capítulos que havia selecionado para constituírem o primeiro de uma série de três volumes.
Estava escrito, parece, que tanto esforço e tanta euforia num prenúncio de êxito, de ver a minha história já quase enfiada numa vistosa e sugestiva capa, estavam sob a mira traiçoeira de inesperado. 
E, aconteceu aquela catástrofe que foi feita de pavor, de lágrimas, de heroísmos, de casas boiando, como joguetes de pluma pelo lombo revolto das águas assassinas, de gente sendo arrancada de cima dos telhados, de gritos dentro do escuro daquela noite e 24 para 25 de março último e tudo como comparsas armando a maior cheia jamais ocorrida no nosso rio.
E, o roldão das águas, invadindo e destruindo a cidade, atingiu também a oficina gráfica que imprimia este meu livro.
Há no fato, para mim, o dedo invisível e maligno do destino.
Na tragédia que apunhalou Tubarão, eu perdi todo o trabalho, de folhas e folhas já impressas e, o que é mais grave, capítulos inteiros de sua história somente no original.
Entretanto, depois das chuvas, dois milagres eu consegui:
Os rascunhos sumidos na enchente foram, a seguir, num encontro quase impossível, localizados ilesos, em meio ao lodo, permitindo uma inesperada reconstituição de parte deste trabalho.
O segundo milagre deve, também, ser mostrado num reconhecimento respeitoso aos senhores Colombo Machado Salles, governador dos catarinenses, deputado Zany Gonzaga, tabelião Waldemar Salles, bacharel Orlando Bertoldi, escritor Nereu Correa e engenheiro Jacopo Tasso pelo auxílio prestado à impressão, para mim então impossível do meu livro.
A eles, o meu muito obrigado pela ajuda recebida, que dificilmente poderei retribuir e, muito menos saldar!
Março/74

### Este meu Tubarão, Volume 2
No volume 2 de sua planejada trilogia continua a desfilar sua verborragia:
Será o grito da molecada à volta de duas ou três fogueiras que tingiam de vermelho as noites friorentas que festejavam os santos de junho: - Biscoito! Pinhão!

Será o sino grande da igreja velha, marcando com voz de bronze o instante santo das aves-marias, com uns raros passantes, pelas ruas, descobrindo a cabeça num respeito e numa oração!
Será aquela marca redonda de serragem que sobrou do picadeiro do circo que já partiu. Relembrando a moça bonita do trapézio, o cavalo amestrado e a bulha dos garotos, de risco de tinta na perna, seguindo alegres o palhaço na rua: Tem, sim "sinhô""!
Será o rio caduco de água amarelada, trepando pelas barrancas, a molhar a Rua de Baixo, a Rua do Sapo, os banhados de frente do hospital, no rumo das Congonhas!
Será a Tomazia Maluca, desbocada e molambenta, descendo, bem pelo centro, a Rua da Igreja. O Fichu sujo na cabeça, uma cesta velha enfiada num braço magro, uma vara e uns palavrões de quando em quando, de mistura com uma algaravia que nem ela, talvez, entendesse!
Será o velho Natal de ontem, raros pinheirinhos salpicados de flocos de algodão lembrando a neve e ganhando festiva claridade das velas de cera colorida!
Será o grande baú de folha oferecendo "galinhos", cartuchos de amendoim, pés-de-moleque e broas. Ao lado, a imagem hoje desaparecida da dona, a preta velha, iluminada pelo vaivém da luz indecisa duma lamparina magricela. Tudo alí, ao pé da escada da Igreja em noite de transladação!
Será o apito comprido do trem ao longe, despontando como um aviso na manhã quieta e cheia de luz. Com forneiros e anús matraqueando pelos espinheiros que beiravam o trilho no caminho do hospital.
Será o morro do Formigão, já vestido de tons indecisos, a fazer um primeiro plano em meio ao ouro que transborda do poente onde a tarde agoniza!
Será a saudade que sobrenada os fatos, como um retrato que o tempo quer apagar, que relembra instantes já carunchosos e acontecimentos enfeitados pela picumã dos anos!
É por isso que ESTE MEU TUBARÃO...! quer ser, acima de tudo, um livrinho de histórias! 

## Obras
- Zumblick, Walter: Este meu Tubarão ...! 1º Volume. Tubarão: Edição do autor. Dezembro de 1974.
- Zumblick, Walter: Este meu Tubarão ...! 2º Volume. Tubarão: Edição do autor. Março de 1976.
- Zumblick, Walter: Aninha do Bentão. Tubarão: IOESC, 1980.
- Zumblick, Walter: Teresa Cristina. A Ferrovia do Carvão. Florianópolis: Editora da UFSC, 1987.